# حلقة د

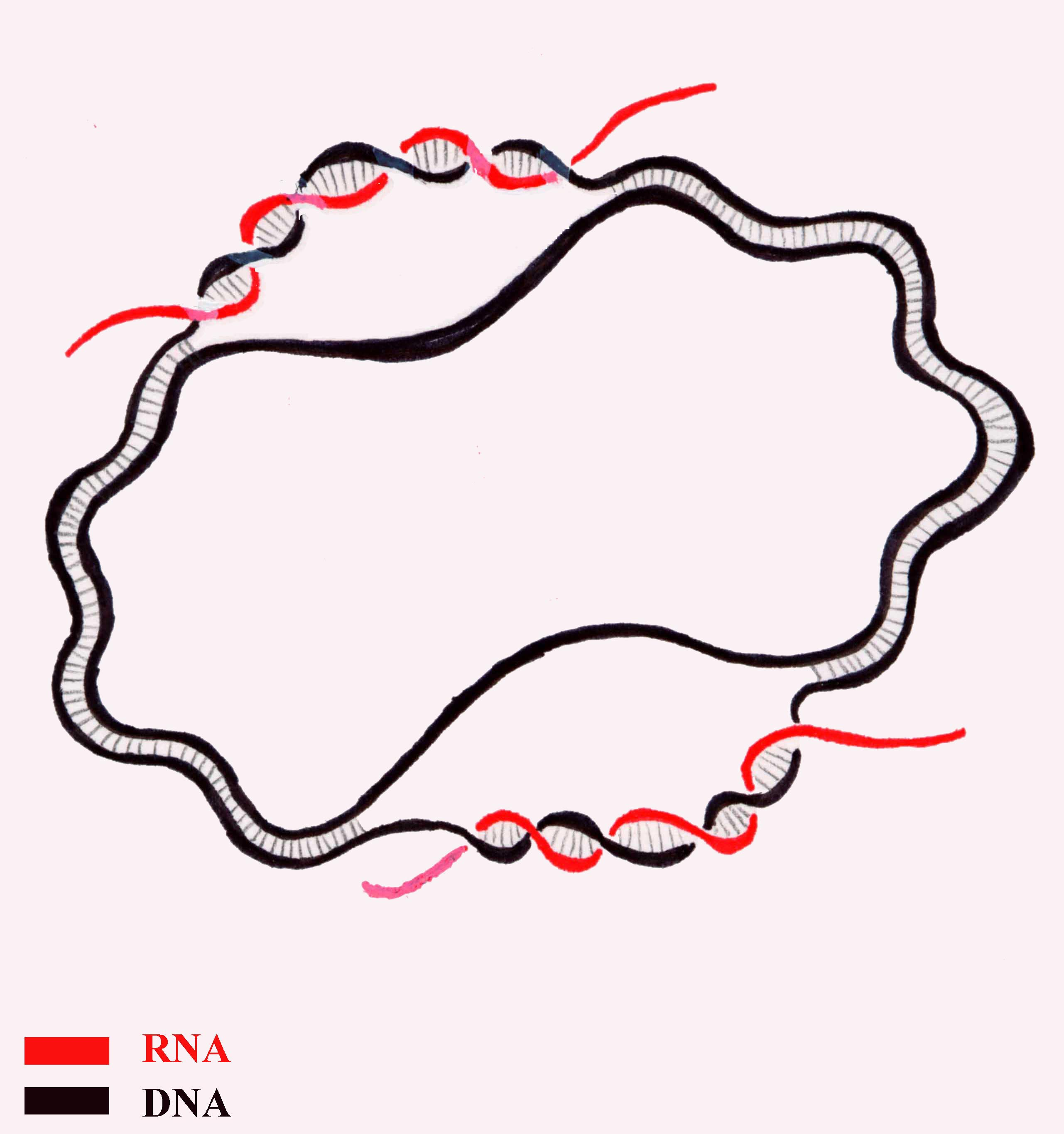

الحلقة د (بالإنجليزية: D-loop)‏ أو حلقة الإزاحة (displacement loop) هي بنية دنا تنفصل فيها سلسلتا جزيء دنا مضاعف السلسلة لطول معين بواسطة سلسلة دنا ثالثة. الحلقة ر مشابهة للحلقة د لكن تختلف عنها في كون السلسلة الثالثة سلسلة رنا بدل دنا. تسلسل قواعد السلسلة الثالثة يكون مكملا لإحدى السلسلتين الرئيسيتين ويترابط معها، مزيحا السلسلة المكملة الرئيسية الأخرى في تلك المنطقة، ومنه تتشكل هيئة من دنا ثلاثي السلاسل. صورة في البحث الذي يعرف المصطلح (حلقة د) توضح الحلقة د بشكل يشابه الحرف "D" حيث تشكل سلسلة الإزاحة حلقة على شكل حرف D.
تظهر حلقات د في عدة حالات خاصة منها: ترميم الدنا، القسيمات الطرفية وفي البنيات نصف-مستقرة في جزيئات دنا المتقدرة الدائري.

## في المتقدرة
أظهرت أبحاث في معهد كاليفورنيا للتقنية سنة 1971 أن دنا المتقدرة الدائري لخلايا في طور النمو يحوي قطعا قصيرة من ثلاث سلاسل سميت حلقة الإزاحة. ووُجِد أن السلسلة الثالثة هي قطعة منسوخة من السلسلة الثقيلة (أو سلسلة-H) للجزيء، التي تمت إزاحتها وتم ارتباط السلسلة الثالثة بالسلسلة الخفيفة (أو سلسلة-L)، ومنذ ذلك ظهر بأن السلسلة الثالثة هي السلسلة الابتدائية المُنتَجة بواسطة تضاعف السلسلة الثقيلة والتي توقفت عن العمل بعد وقت قصير من بدء عملية الترجمة، حيث تتم المحافظة عليها لمدة معينة على تلك الحالة. تظهر الحلقة د في المنطقة الرئيسية غير المشفِّرة لجزيء دنا المتقدرة في قطعة تسمى منطقة التحكم أو منطقة الحلقة د.
يمكن أن يحدث تضاعف الدنا المتقدرة بطريقتين مختلفتين، كلاهما يبدأ في منطقة الحلقة د. إحدى الطريقتين تستمر في مضاعفة السلسلة الثقيلة على طول جزء مهم (ثلثين مثلا) من الجزء الدائري، وبعدها يبدأ تضاعف السلسلة الخفيفة، والطريقة الثانية التي ذكرت حديثا تبدأ في منطقة مختلفة من منطقة الحلقة د ويستخدم تضاعف السلسلة-المزدوجة يكون فيه تخليق كلا السلسلتين في آن واحد.
بعض القواعد في منطقة الحلقة د يتم الحفاظ عليها، لكن أجزاء كبيرة منها متغيرة بشكل كبير، وقد أثبتت المنطقة أنها مفيدة لدراسة التاريخ التطوري للفقاريات. تحتوي المنطقة على محفزات لنسخ الرنا من سلسلتي دنا المتقدرة، وهي مجاورة لبنية الحلقة د المتعلقة ببدء عملية مضاعفة الدنا ، كما أن تسلسلات الحلقة د مهمة في دراسة السرطان.
وظيفة الحلقة د غير واضحة حتى الآن، لكن أبحاثا حديثة تقترح أنها تساهم في تنظيم نوواني المتقدرة.

## في القسيمات الطرفية
تم سنة 199 التقرير بأن القسيمات الطرفية التي تُقبّع نهايات الكروموسومات لها نهايات تشبه الوهق وتسمى حلقة ت ، وهي حلقة من كلا سلسلتي الكروموسوم ارتبطتا في نقطة سابقا بواسطة النهاية 3' للسلسة الثالثة جاعلة إيها تشكل حلقة د، حيث يقوم بروتين مختص بالعمل على استقرار هذا الترابط. تحمي الحلقة ت التي تكتمل بحلقة د ملصقة نهاية الكروموسوم من الضرر.